# Pintópolis
Pintópolis – miasto i gmina w Brazylii, w stanie Minas Gerais.